# مضخة تسامي التيتانيوم
مضخة تسامي التيتانيوم (ملاحظة 1) هي نوع من أنواع مضخات التفريغ والمستخدمة من أجل الوصول إلى نظام فائق التفريغ.
تتألف هذه المضخة من سلك (أو فتيل) مصنوع من التيتانيوم، والذي يمرر فيه تيار مرتفع الشدة (حوالي 40 أمبير) بشكل دوري. يسبب التيار حدوث حالة تسامي لسلك التيتانيوم، مما يؤدي إلى تغطية الحجرة بطبقة من التيتانيوم النقي، ونظراً لكون التيتانيوم النقي شديد التفاعلية فإنه يتفاعل مع الغازات الموجودة في الحجرة مشكلاً طبقة من مركبات تيتانيوم صلبة، مما يؤدي إلى تخفيض الضغط في الحجرة والوصول إلى حالة التفريغ الفائق المطلوبة. ولكن هذا النوع من المضخات يواجه صعوبات في تفريغ الغازات الخاملة والميثان.

## هوامش
- ملاحظة 1 يرمز لها اختصاراً TSP من المقابل باللغة الإنجليزية: Titanium sublimation pump